# Joaquín de Orduña

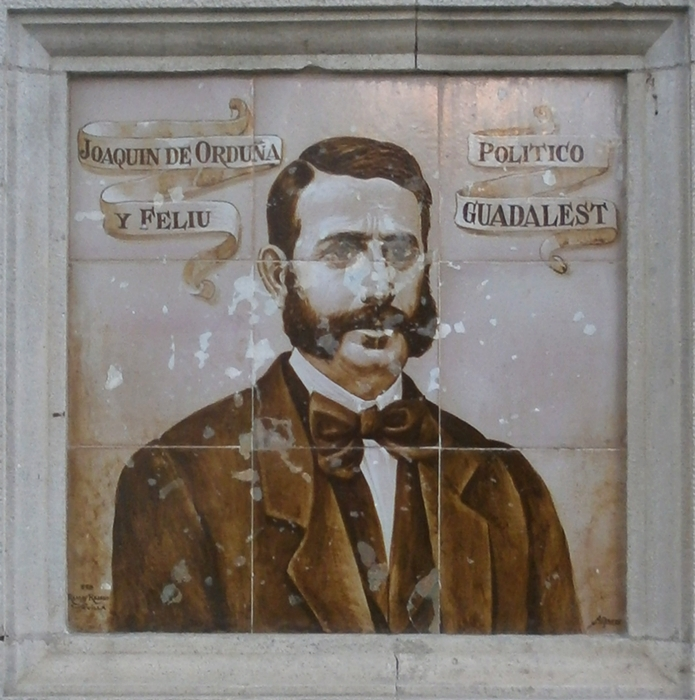
Joaquín de Orduña

Joaquín María de Orduña y Feliu, conocido como el Cacique de Guadalest (Guadalest, 27 de abril de 1821-Guadalest, 6 de febrero de 1897) fue un político y terrateniente español, miembro de una notable y rica familia alicantina. Hijo del abogado Carlos Francisco de Paula de Orduña y Ciscar y María Ana Joaquina Feliú y Sala, sus abuelos paternos lo fueron Carlos José de Orduña y Corbí y Clara Ciscar y Perelló de Almunia, maternos Juan Bautista Feliú y de Torres y María de las Nieves Sala Sanchiz.
Durante el reinado de Isabel II fue un destacado miembro del Partido Moderado, si bien eso no le impidió moverse entre el resto de formaciones políticas según las circunstancias. Fue diputado provincial en 1856 y presidente de la Diputación, se aproximó a las tesis de la Unión Liberal de Leopoldo O'Donnell cuando este se hizo fuerte al final del reinado isabelino, llegando a ser gobernador civil de la provincia de Alicante  entre 1865 y 1866. Con la Restauración borbónica en España fue un destacado miembro del Partido Conservador, lo que no impidió que apoyase ocasionalmente a candidatos liberales según las circunstancias.